# BSCラジオ
『BSCラジオ』は（ビーエスシーラジオ）、KKBOX Japanが運営を行うインターネットラジオ局。開局から2022年5月8日までの局名はBackstage Café。主に音楽アーティストの出演番組を中心に配信を行っている。
同社のグループ会社「就是現場股份有限公司（日本名：JUSTLIVE株式会社）」が、台湾で運営するライブハウス「後台Backstage Café」と直接の繋がりは無い。

## 概要
音楽定額制配信サービス「KKBOX」を運営する「KKBOX Japan」が、ストリーミング配信専門のインターネットラジオ局として2018年11月1日より放送を開始。
KKBOX Japanの運営ではあるが、KDDIが提供する「うたパス」アプリでの視聴を推奨しており、番組等のプレスリリースも同社が行っている。ただ、放送後期を掲載する「BSCラジオ ブログ」では、楽曲紹介時にKKBOXのリンクが掲載されており、統一されていない部分もうかがえる。
また、自社アプリでは視聴出来ず、サイト上でも自社運営である事を表向きにしない為、『KDDIの運営』と勘違いされる場合もあるが、実際には『KKBOXの運営』である。

## 聴取方法
公式Webサイトおよび、KDDIが提供する定額制音楽配信サービス「うたパス」アプリで視聴可能。
どちらもストリーミング配信専門となっており、大抵の番組が再放送で補われている。
開局から長らくアーカイブ配信は行われていなかったが、後述にもある通り、2019年8月から「うたパス」アプリ内で一部番組のアーカイブ配信が行われている。
また、自社サービス「KKBOX」や、関連サービス「HMVmusic powered by KKBOX」では視聴が出来ないので注意が必要。
放送休止時にはフィラーへ切り替えるために、配信を一度中断させる。どちらの方法でも接続が切れるが、これは再読込を行うことによって改善する。

### 公式Webサイト
専用プレイヤーページから視聴を行う。番組配信時のみプレイヤーが表示され、放送休止時には表示されないので注意が必要。また、ページには放送中の番組情報などが掲載されるが、オンエア楽曲は表示されない。
配信プロトコルにはHLS方式を採用しており、音声のみをmp4形式で配信していため、HTML5に対応したブラウザを搭載した端末であれば、どの端末でも視聴が可能である。
ただ、実際には生放送などの一部番組で、横幅164cm程度の真っ黒な映像が挿入されている場合がある。画面には表示されないものの、動画データも取得した状態には変わりがないため、スマートフォン等ではパケット量に注意が必要である。

### うたパス
アプリ内の「ラジオ」機能の一つとして配信されている。会員登録は不要であり、アプリを起動するだけで視聴が可能。ただ、Chromecastには非対応であり、接続した状態で「ラジオ」機能を開くと、接続が強制的に解除される。
公式Webサイトのプレイヤーと同様に番組情報が確認できる他、オンエア楽曲も確認する事が可能であるが、「うたパス」で配信されている楽曲のみに限られている。また、有料会員であれば配信されている楽曲の視聴も可能であり、この機能に関しては各番組で頻繁に案内されている。
スマートフォンアプリではある一方、Backstage Caféとしてはこちらでの視聴を推奨しており、各番組の宣伝でも「うたパス」アプリを優先的に紹介している。
2019年8月からは期間限定として一部番組のアーカイブ配信が行われる様になった。ただ、通常の配信とは異なり、視聴出来るのは有料会員のみで、未ログイン・無料会員は30秒程の試聴しか出来ない。

## 主な番組
原則として、正月やゴールデンウィーク等の長期間休日は通常番組が休止となる。その代り、特別編成として一部番組の再放送などを行っている。
以下、[L]印生放送番組、[R]印は再放送番組、[L・RD]印は生放送と収録の混合番組、[O]は他局ネット番組。

### Weekday
2019年11月現在。
2:00 - 7:00の間は配信停止、その他の休止時間はフィラーで穴埋め。
| 時 | Mon. | Tue. | Wed. | Thu. | Fri. |
| -- | --- | --- | --- | --- | --- |
| 5  | 5:00 配信停止 | 5:00 配信停止 | 5:00 配信停止 | 5:00 配信停止 | 5:00 配信停止 |
| 6  | 5:00 配信停止 | 5:00 配信停止 | 5:00 配信停止 | 5:00 配信停止 | 5:00 配信停止 |
| 7  | 7:00 [R] ラジナタ！ - 角張渉（月）、ラブレターズ（火）、もふくちゃん（水）、チョコレートプラネット（木）、西山宏太朗（金）     | 7:00 [R] ラジナタ！ - 角張渉（月）、ラブレターズ（火）、もふくちゃん（水）、チョコレートプラネット（木）、西山宏太朗（金）     | 7:00 [R] ラジナタ！ - 角張渉（月）、ラブレターズ（火）、もふくちゃん（水）、チョコレートプラネット（木）、西山宏太朗（金）     | 7:00 [R] ラジナタ！ - 角張渉（月）、ラブレターズ（火）、もふくちゃん（水）、チョコレートプラネット（木）、西山宏太朗（金）     | 7:00 [R] ラジナタ！ - 角張渉（月）、ラブレターズ（火）、もふくちゃん（水）、チョコレートプラネット（木）、西山宏太朗（金）                         |
| 8  | 8:00 放送休止 | 8:00 放送休止 | 8:00 放送休止 | 8:00 放送休止 | 8:00 放送休止 |
| 9  | 8:00 放送休止 | 8:00 放送休止 | 8:00 放送休止 | 8:00 放送休止 | 8:00 放送休止 |
| 10 | 8:00 放送休止 | 8:00 放送休止 | 8:00 放送休止 | 8:00 放送休止 | 8:00 放送休止 |
| 11 | 8:00 放送休止 | 8:00 放送休止 | 8:00 放送休止 | 8:00 放送休止 | 8:00 放送休止 |
| 12 | 8:00 放送休止 | 8:00 放送休止 | 8:00 放送休止 | 8:00 放送休止 | 8:00 放送休止 |
| 13 | 8:00 放送休止 | 8:00 放送休止 | 8:00 放送休止 | 8:00 放送休止 | 8:00 放送休止 |
| 14 | 8:00 放送休止 | 8:00 放送休止 | 8:00 放送休止 | 8:00 放送休止 | 8:00 放送休止 |
| 15 | 8:00 放送休止 | 8:00 放送休止 | 8:00 放送休止 | 8:00 放送休止 | 8:00 放送休止 |
| 16 | 16:00 [L・RD] music marché - Weekly Personality（※1、月）                                                                      | 16:00 放送休止 | 16:00 放送休止 | 16:00 [L・RD] music marché - ニコラス・エドワーズ（木）                                                                        | 16:00 放送休止 |
| 17 | 17:00 放送休止 | 17:00 放送休止 | 17:00 放送休止 | 17:00 放送休止 | 17:00 放送休止 |
| 18 | 18:00 [L・RD] GIRLS A GOGO - 中村千尋（月）、ましのみ（火）、みきなつみ（水）、kolme（木）                                     | 18:00 [L・RD] GIRLS A GOGO - 中村千尋（月）、ましのみ（火）、みきなつみ（水）、kolme（木）                                     | 18:00 [L・RD] GIRLS A GOGO - 中村千尋（月）、ましのみ（火）、みきなつみ（水）、kolme（木）                                     | 18:00 [L・RD] GIRLS A GOGO - 中村千尋（月）、ましのみ（火）、みきなつみ（水）、kolme（木）                                     | 18:00 @VOICE |
| 18 | 18:00 [L・RD] GIRLS A GOGO - 中村千尋（月）、ましのみ（火）、みきなつみ（水）、kolme（木）                                     | 18:00 [L・RD] GIRLS A GOGO - 中村千尋（月）、ましのみ（火）、みきなつみ（水）、kolme（木）                                     | 18:00 [L・RD] GIRLS A GOGO - 中村千尋（月）、ましのみ（火）、みきなつみ（水）、kolme（木）                                     | 18:00 [L・RD] GIRLS A GOGO - 中村千尋（月）、ましのみ（火）、みきなつみ（水）、kolme（木）                                     | 18:30 放送休止 |
| 19 | 19:00 ラジナタ！ - 角張渉（月）、ラブレターズ（火）、もふくちゃん（水）、チョコレートプラネット（木）、西山宏太朗（金）        | 19:00 ラジナタ！ - 角張渉（月）、ラブレターズ（火）、もふくちゃん（水）、チョコレートプラネット（木）、西山宏太朗（金）        | 19:00 ラジナタ！ - 角張渉（月）、ラブレターズ（火）、もふくちゃん（水）、チョコレートプラネット（木）、西山宏太朗（金）        | 19:00 ラジナタ！ - 角張渉（月）、ラブレターズ（火）、もふくちゃん（水）、チョコレートプラネット（木）、西山宏太朗（金）        | 19:00 ラジナタ！ - 角張渉（月）、ラブレターズ（火）、もふくちゃん（水）、チョコレートプラネット（木）、西山宏太朗（金）                            |
| 20 | 20:00 [L・RD] LIKE SONG - Biweekly Personality（※2、月）、南菜生（PassCode、火）、Weekly Personality（※3、水）、井上苑子（木） | 20:00 [L・RD] LIKE SONG - Biweekly Personality（※2、月）、南菜生（PassCode、火）、Weekly Personality（※3、水）、井上苑子（木） | 20:00 [L・RD] LIKE SONG - Biweekly Personality（※2、月）、南菜生（PassCode、火）、Weekly Personality（※3、水）、井上苑子（木） | 20:00 [L・RD] LIKE SONG - Biweekly Personality（※2、月）、南菜生（PassCode、火）、Weekly Personality（※3、水）、井上苑子（木） | 20:00 【第1・3】 FIVE ONE オトナの流儀 - Abe-K(阿部興一郎)、丸尾みゆき20:00 [L] 【第2・4】Live J @Back Stage Cafe produced by JJazz.Net - 辻村泰彦 |
| 21 | 21:00 RADIO NEXUS - 澤田修（月）、RIO UMEZAWA（火）、KURO（水）                                                                | 21:00 RADIO NEXUS - 澤田修（月）、RIO UMEZAWA（火）、KURO（水）                                                                | 21:00 RADIO NEXUS - 澤田修（月）、RIO UMEZAWA（火）、KURO（水）                                                                | 21:00 放送休止 | 21:00 hello!@music ～これから何聴く？～ - TOKIE |
| 22 | 22:00 LADYBABY MUSIC O’CLOCK - LADYBABY                                                                                        | 22:00 放送休止 | 22:00 Nighty FAKY - Mikako、Hina（FAKY）                                                                                       | 21:00 放送休止 | 22:00 [L] TRill MUsic - ジョー横溝、ユメノユア（GANG PARADE）                                                                                      |
| 23 | 23:00 [O] Asian Breeze - 竹内将子                                                                                              | 23:00 放送休止 | 23:00 放送休止 | 21:00 放送休止 | 22:00 [L] TRill MUsic - ジョー横溝、ユメノユア（GANG PARADE）                                                                                      |
| 23 | 23:30 [O] generock by yoko yazawa - 矢沢洋子                                                                                   | 23:00 放送休止 | 23:00 放送休止 | 21:00 放送休止 | 23:30 放送停止 |
| 0  | 0:00 [R] LIKE SONG - Biweekly Personality（※2、月）、南菜生（PassCode、火）、Weekly Personality（※3、水）、井上苑子（木）      | 0:00 [R] LIKE SONG - Biweekly Personality（※2、月）、南菜生（PassCode、火）、Weekly Personality（※3、水）、井上苑子（木）      | 0:00 [R] LIKE SONG - Biweekly Personality（※2、月）、南菜生（PassCode、火）、Weekly Personality（※3、水）、井上苑子（木）      | 0:00 [R] LIKE SONG - Biweekly Personality（※2、月）、南菜生（PassCode、火）、Weekly Personality（※3、水）、井上苑子（木）      | 23:30 放送停止 |
| 1  | 1:00 [R] music marché - Weekly Personality（※1、月）                                                                           | 1:00 放送休止 | 1:00 放送休止 | 1:00 [R] music marché - ニコラス・エドワーズ（木）                                                                             | 23:30 放送停止 |
| 2  | 2:00 配信停止 | 2:00 配信停止 | 2:00 配信停止 | 2:00 配信停止 | 2:00 配信停止 |
| 3  | 2:00 配信停止 | 2:00 配信停止 | 2:00 配信停止 | 2:00 配信停止 | 2:00 配信停止 |
| 4  | 2:00 配信停止 | 2:00 配信停止 | 2:00 配信停止 | 2:00 配信停止 | 2:00 配信停止 |

※1：hime（lyrical school）（第1）、原宿駅前パーティーズ（第2）、ヤなことそっとミュート（第3）、はちみつロケット（第4）
※2：白井將人（Halo at 四畳半、第1・3）、SHE IS SUMMER（第2・4）
※3：小西遼（CRCK/LCKS、第1）、マツザカタクミ（第2）、ラブリーサマーちゃん（第3）、majiko（第4）

### Weekend
2020年11月現在。
| 時 | Sat.                  | Sun.          |
| -- | --------------------- | ------------- |
| 5  | 5:00 配信停止         | 5:00 配信停止 |
| 6  | 5:00 配信停止         | 5:00 配信停止 |
| 7  | 5:00 配信停止         | 5:00 配信停止 |
| 8  | 5:00 配信停止         | 5:00 配信停止 |
| 9  | 5:00 配信停止         | 5:00 配信停止 |
| 10 | 5:00 配信停止         | 5:00 配信停止 |
| 11 | 5:00 配信停止         | 5:00 配信停止 |
| 12 | 5:00 配信停止         | 5:00 配信停止 |
| 13 | 5:00 配信停止         | 5:00 配信停止 |
| 14 | 5:00 配信停止         | 5:00 配信停止 |
| 15 | 5:00 配信停止         | 5:00 配信停止 |
| 16 | 5:00 配信停止         | 5:00 配信停止 |
| 17 | 5:00 配信停止         | 5:00 配信停止 |
| 18 | 18:00 [R] BSCサタデー | 5:00 配信停止 |
| 19 | 18:00 [R] BSCサタデー | 5:00 配信停止 |
| 20 | 18:00 [R] BSCサタデー | 5:00 配信停止 |
| 21 | 18:00 [R] BSCサタデー | 5:00 配信停止 |
| 22 | 18:00 [R] BSCサタデー | 5:00 配信停止 |
| 23 | 18:00 [R] BSCサタデー | 5:00 配信停止 |
| 0  | 18:00 [R] BSCサタデー | 5:00 配信停止 |
| 1  | 25:30 配信停止        | 5:00 配信停止 |
| 2  | 25:30 配信停止        | 5:00 配信停止 |
| 3  | 25:30 配信停止        | 5:00 配信停止 |
| 4  | 25:30 配信停止        | 5:00 配信停止 |

### 過去の番組
- KKBOX Presents 897 Selectors - 野村雅夫（InterFM897制作）
- Afternoon Lounge - 西沢フミタカ（月）、FISHBOY・YUI（火）、MCしんご（木）
- Music Drip - 黒沢秀樹、谷内里早
- GO-GO KING RADIO - 加納尚樹、iCas（ORESKABAND）
- Beat Connection - FISHBOY、YUI
- GO GO GOLDSTARS - MCしんご
- MORNING MUSIC MARKET - 加藤円夏（月・火）、落合隼亮（水・木・金）
- Music Drip 2F - 谷内里早
- ♯ハネない - ノーチン
- BSCサンデー

## 私立珈琲小学校 音楽室
開局から2020年6月26日まで、同局では東京・原宿の「THE SHARE」内にスタジオを設けており、スタジオの横には「私立珈琲小学校」が運営するカフェラウンジ「私立珈琲小学校 音楽室」が併設されていた。同局ではこのスタジオを「原宿スタジオ」と読んでいた。
スタジオは公開形式になっており、営業時間外に放送される生放送番組は屋外から、営業時間内であれば店内から観覧をする事が出来た。ただ、通常営業時間外でも「TRill MUsic」の放送時のみは店内からの観覧が可能で、アルコール類の提供も行われていた。
2020年6月26日の「TRill MUsic」の公開生放送を持って閉鎖される事となり、カフェラウンジも同日を持って閉店となった。その後１週間程の配信自体を一度休止期間を得て、現在は株式会社ワイズコネクションが運営する「studio y」を使用して放送されている。